# António Mariano de Sousa
 António Mariano de Sousa (Santa Cruz das Flores, 18 de Maio de 1842 — Santa Cruz das Flores, 22 de maio de 1912) foi um presbítero, desembargador honorário da Relação Patriarcal de Lisboa.